# Gallifrey Macula

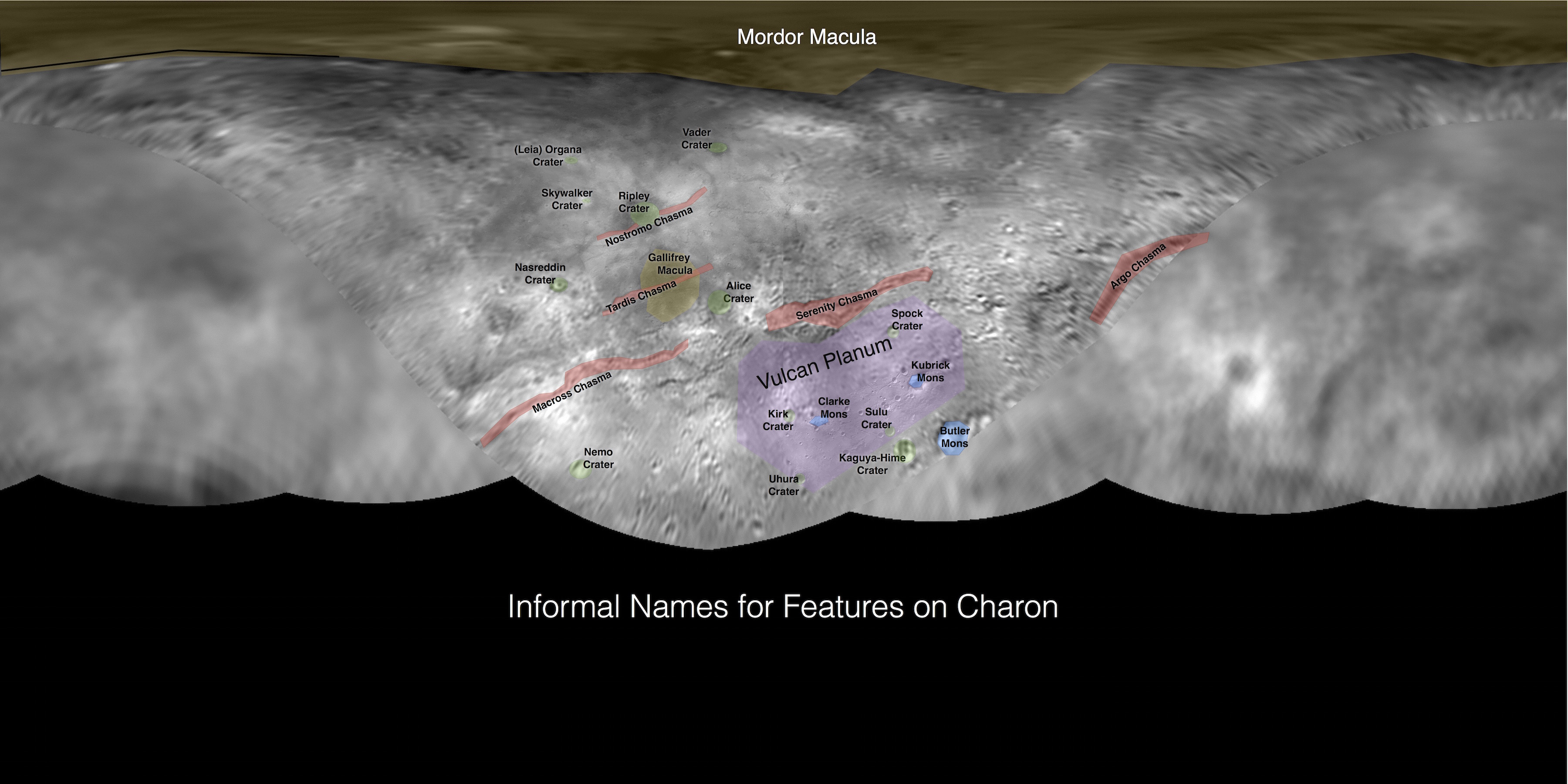
Un detallado mapa de Caronte, con Gallifrey Macula al noroeste de Vulcan Planum

Gallifrey Macula, es una superficie oscura que se encuentra en la luna de Plutón, Caronte. Lleva el nombre de un planeta ficticio (Gallifrey) que aparece en la serie de televisión Doctor Who en homenaje a la serie. Gallifrey mácula es atravesada por Tardis Chasma.